# Tani Oluwaseyi
Tanitoluwa Oluwatimilehin Oluwaseyi (Abuja, 15 maggio 2000) è un calciatore nigeriano naturalizzato canadese, attaccante del Minnesota Utd e della nazionale canadese.

## Biografia
Nato in Nigeria, si è trasferito in Canada in giovane età.

## Carriera

### Club
Oluwaseyi ha iniziato a giocare a calcio nella GPS Academy, per poi passare al S.J. Red Storm nel periodi di frequentazione della St. John's University. Nel 2021 ha anche giocato alcuni incontri con il Manhattan in USL League Two.
Nel gennaio del 2022 è stato selezionato dal Minnesota Utd nell'MLS SuperDraft ed il 25 febbraio ha firmato un contratto annuale. Ha debuttato con la squadra riserve il 27 marzo seguente nell'incontro di MLS Next Pro perso 3-1 contro il North Texas ed il 12 settembre ha segnato il suo primo gol contro il Portland Timbers 2.
Nel mese di novembre ha prolungato il contratto fino al 2023 ed il 26 febbraio ha esordito in prima squadra nell'incontro di MLS vinto 1-0 contro il FC Dallas. Il 27 aprile è stato ceduto in prestito al San Antonio FC dove è arrivato terzo nella classifica marcatori di USL Championship con 18 reti in 27 partite. Rientrato al Minnesota United, il 2 marzo 2024 ha segnato il suo primo gol in MLS segnando la rete dell'1-1 al 95' contro il Columbus Crew.

### Nazionale
Il 9 giugno 2024 ha debuttato con la nazionale canadese nei minuti finali dell'amichevole pareggiata 0-0 contro la Francia. Sei giorni dopo è stato incluso nella lista dei convocati per la Copa América 2024.
Il 23 marzo 2025 realizza il suo primo gol per la selezione canadese nella finale per il 3° posto di Nations League vinta per 2-1 contro gli Stati Uniti.

## Statistiche

### Presenze e reti nei club
Statistiche aggiornate al 20 giugno 2024.
| Stagione        | Squadra            | Campionato      | Campionato | Campionato | Coppe nazionali | Coppe nazionali | Coppe nazionali | Coppe continentali | Coppe continentali | Coppe continentali | Altre coppe | Altre coppe | Altre coppe | Totale | Totale | Totale |
| Stagione        | Squadra            | Comp            | Pres       | Reti       | Comp            | Pres            | Reti            | Comp               | Pres               | Reti               | Comp        | Pres        | Reti        | Pres   | Reti   |        |
| --------------- | ------------------ | --------------- | ---------- | ---------- | --------------- | --------------- | --------------- | ------------------ | ------------------ | ------------------ | ----------- | ----------- | ----------- | ------ | ------ | ------ |
| 2021            | Manhattan          | USL2            | 2          | 1          |                 | -               | -               |                    | -                  | -                  |             | -           | -           | 2      | 1      |        |
| 2022            | Minnesota United 2 | MNP             | 10         | 2          |                 | -               | -               |                    | -                  | -                  |             | -           | -           | 10     | 2      |        |
| 2023            | Minnesota United 2 | MNP             | 3          | 1          |                 | -               | -               |                    | -                  | -                  |             | -           | -           | 3      | 1      |        |
| 2023            | Minnesota Utd      | MLS             | 2          | 0          | USCup           | 0               | 0               |                    | -                  | -                  |             | -           | -           | 2      | 0      |        |
| 2023            | San Antonio FC     | USL             | 27         | 18         | USCup           | 0               | 0               |                    | -                  | -                  |             | -           | -           | 27     | 18     |        |
| 2024            | Minnesota Utd      | MLS             | 15         | 7          | USCup           | 0               | 0               |                    | -                  | -                  |             | -           | -           | 15     | 7      |        |
| Totale carriera | Totale carriera    | Totale carriera | 59         | 30         |                 | 0               | 0               |                    | -                  | -                  |             | -           | -           | 59     | 30     |        |

### Cronologia presenze e reti in nazionale
| Cronologia completa delle presenze e delle reti in nazionale ― Canada | Cronologia completa delle presenze e delle reti in nazionale ― Canada | Cronologia completa delle presenze e delle reti in nazionale ― Canada | Cronologia completa delle presenze e delle reti in nazionale ― Canada | Cronologia completa delle presenze e delle reti in nazionale ― Canada | Cronologia completa delle presenze e delle reti in nazionale ― Canada | Cronologia completa delle presenze e delle reti in nazionale ― Canada | Cronologia completa delle presenze e delle reti in nazionale ― Canada |
| Data                                                                  | Città                                                                 | In casa                                                               | Risultato                                                             | Ospiti                                                                | Competizione                                                          | Reti                                                                  | Note                                                                  |
| --------------------------------------------------------------------- | --------------------------------------------------------------------- | --------------------------------------------------------------------- | --------------------------------------------------------------------- | --------------------------------------------------------------------- | --------------------------------------------------------------------- | --------------------------------------------------------------------- | --------------------------------------------------------------------- |
| 9-6-2024                                                              | Bordeaux                                                              | Francia                                                               | 0 – 0                                                                 | Canada                                                                | Amichevole                                                            | -                                                                     | 84’                                                                   |
| 25-6-2024                                                             | Kansas City                                                           | Perù                                                                  | 0 – 1                                                                 | Canada                                                                | Coppa America 2024 - 1º turno                                         | -                                                                     | 82’                                                                   |
| 29-6-2024                                                             | Orlando                                                               | Canada                                                                | 0 – 0                                                                 | Cile                                                                  | Coppa America 2024 - 1º turno                                         | -                                                                     | 76’                                                                   |
| 5-7-2024                                                              | Arlington                                                             | Venezuela                                                             | 1 – 1 (3 - 4 dtr)                                                     | Canada                                                                | Coppa America 2024 - Quarti di finale                                 | -                                                                     | 72’                                                                   |
| 9-7-2024                                                              | East Rutherford                                                       | Argentina                                                             | 2 – 0                                                                 | Canada                                                                | Coppa America 2024 - Semifinale                                       | -                                                                     | 64’                                                                   |
| 13-7-2024                                                             | Charlotte                                                             | Canada                                                                | 2 – 2 (3 – 4 dtr)                                                     | Uruguay                                                               | Coppa America 2024 - Finale 3º posto                                  | -                                                                     | 63’ 67’                                                               |
| 7-9-2024                                                              | Kansas City                                                           | Stati Uniti                                                           | 1 – 2                                                                 | Canada                                                                | Amichevole                                                            | -                                                                     | 67’                                                                   |
| 10-9-2024                                                             | Arlington                                                             | Messico                                                               | 0 – 0                                                                 | Canada                                                                | Amichevole                                                            | -                                                                     | 77’                                                                   |
| 15-11-2024                                                            | Paramaribo                                                            | Suriname                                                              | 0 – 1                                                                 | Canada                                                                | CONCACAF Nations League 2024-2025 - Quarti di finale                  | -                                                                     | 61’                                                                   |
| 20-3-2025                                                             | Inglewood                                                             | Canada                                                                | 0 – 2                                                                 | Messico                                                               | CONCACAF Nations League 2024-2025 - Semifinale                        | -                                                                     | 79’                                                                   |
| 23-3-2025                                                             | Inglewood                                                             | Canada                                                                | 2 – 1                                                                 | Stati Uniti                                                           | CONCACAF Nations League 2024-2025 - Finale 3º posto                   | 1                                                                     | 66’                                                                   |
| 10-6-2025                                                             | Toronto                                                               | Canada                                                                | 0 – 0 (4 – 5 dtr)                                                     | Costa d'Avorio                                                        | Amichevole                                                            | -                                                                     | 62’                                                                   |
| 17-6-2025                                                             | Vancouver                                                             | Canada                                                                | 6 – 0                                                                 | Honduras                                                              | Gold Cup 2025 - 1º turno                                              | 1                                                                     | 71’                                                                   |
| 21-6-2025                                                             | Houston                                                               | Curaçao                                                               | 1 – 1                                                                 | Canada                                                                | Gold Cup 2025 - 1° turno                                              | -                                                                     |                                                                       |
| 29-6-2025                                                             | Minneapolis                                                           | Canada                                                                | 1 – 1 (5 – 6 dtr)                                                     | Guatemala                                                             | Gold Cup 2025 - Quarti di finale                                      | -                                                                     | 71’                                                                   |
| Totale                                                                |                                                                       | Presenze                                                              | 15                                                                    |                                                                       | Reti                                                                  | 2                                                                     |                                                                       |